# Hydroporus angustatus
Hydroporus angustatus är en skalbaggsart som beskrevs av Sturm 1835. Hydroporus angustatus ingår i släktet Hydroporus och familjen dykare. Arten är reproducerande i Sverige. Inga underarter finns listade i Catalogue of Life.

## Bildgalleri

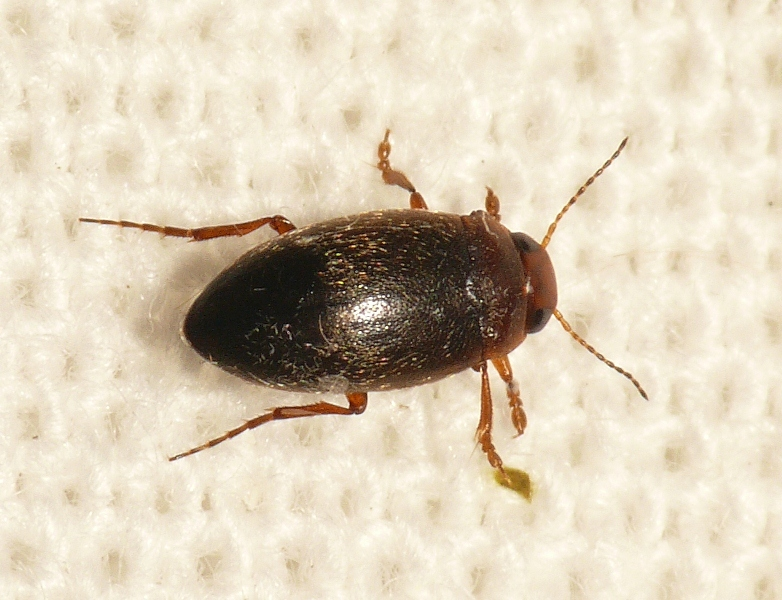
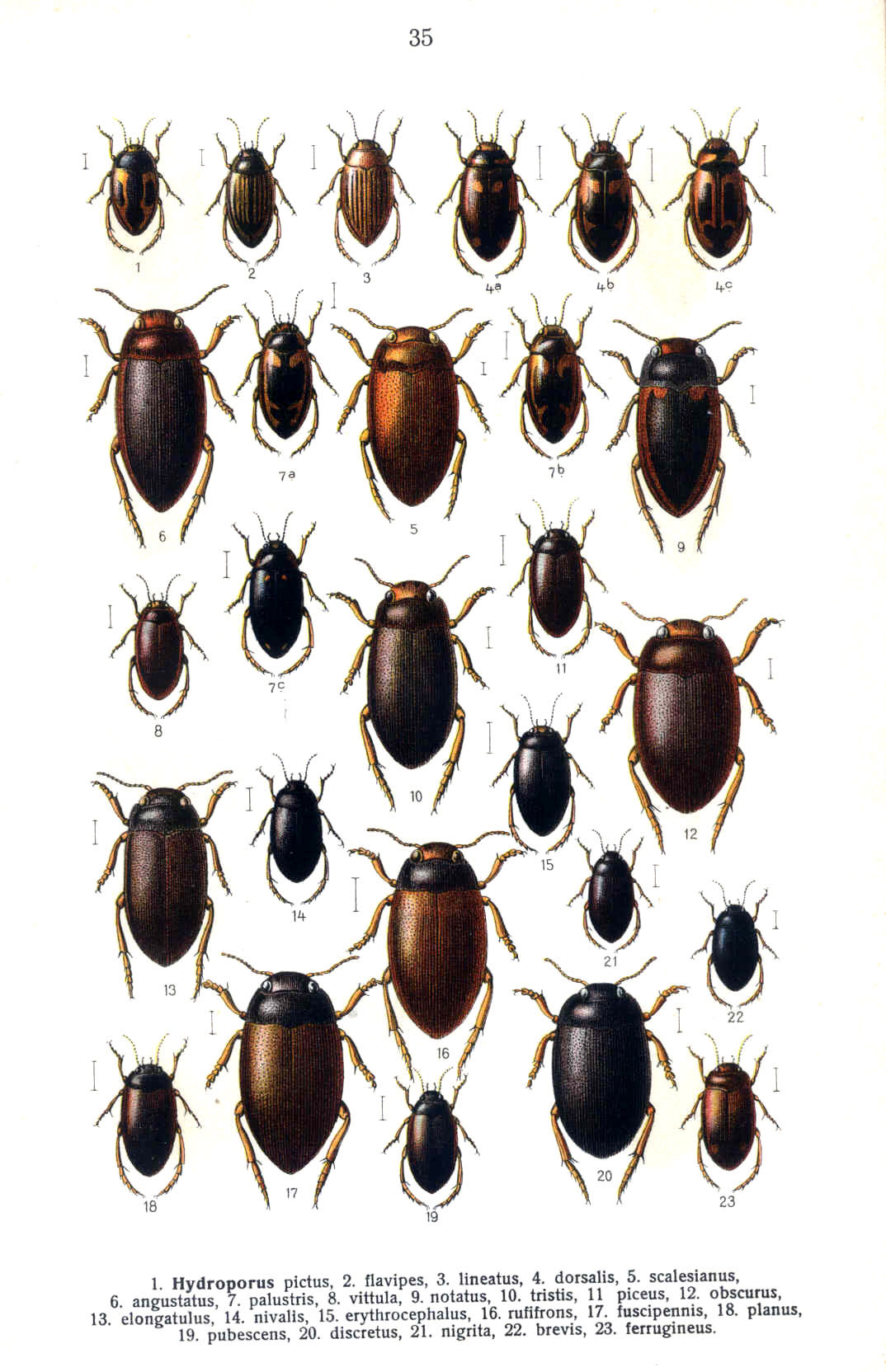
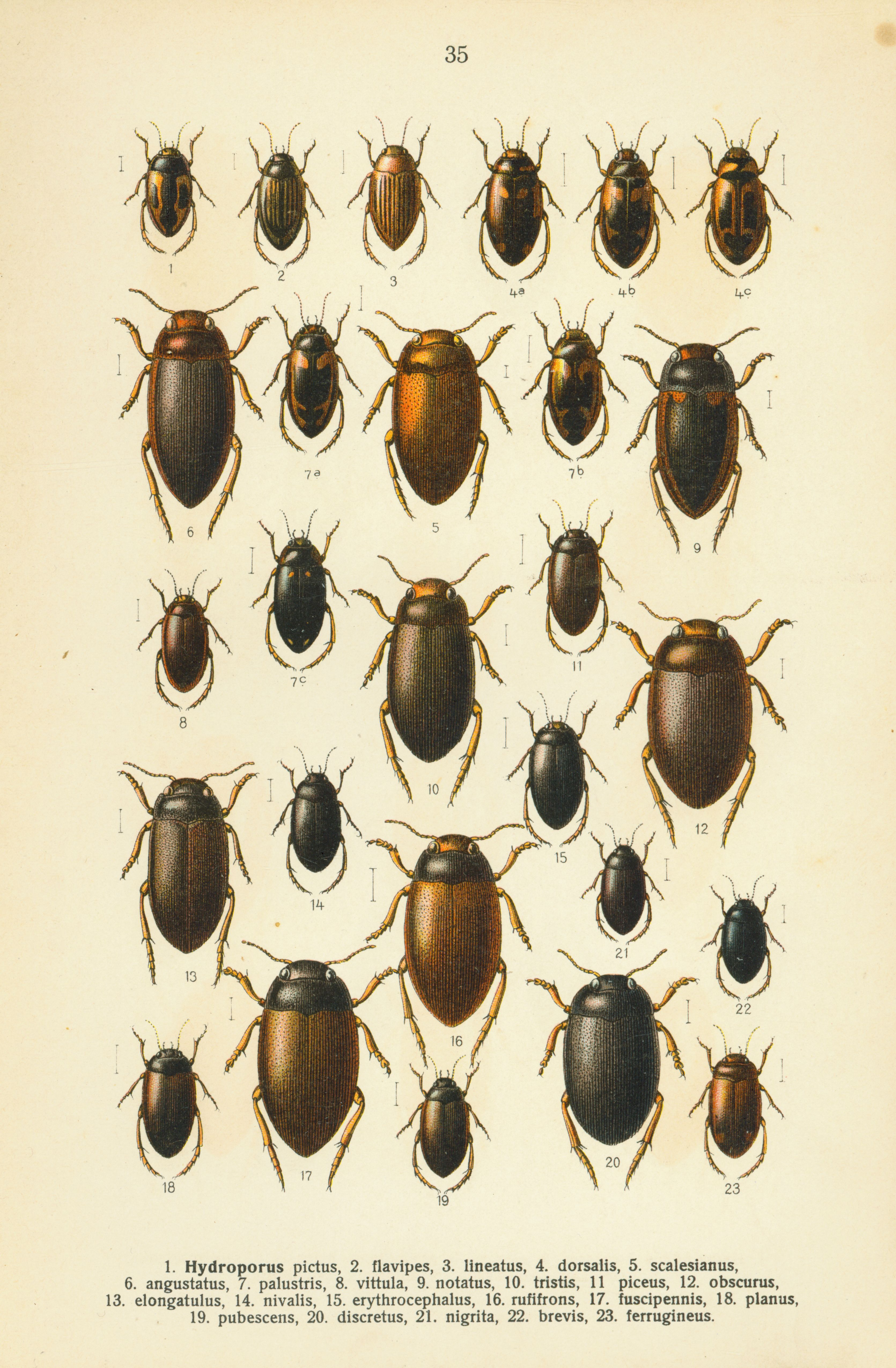